# Listopad (film 2017)
Listopad (oryg. November) – estońsko-holendersko-polski film z pogranicza gatunków horror i fantasy z 2017 roku w reżyserii Rainera Sarneta. Adaptacja powieści estońskiego pisarza Andrusa Kivirähka z 2000 roku pod tytułem Listopadowe porzeczki. 
Oficjalny estoński kandydat do Oscara dla najlepszego filmu nieanglojęzycznego, który jednak ostatecznie nie został nominowany. Listopad miał swoją międzynarodową premierę podczas Tribeca Film Festival w Nowym Jorku, gdzie zdobył nagrodę za najlepsze zdjęcia w kategorii International Narrative Feature Film. Jury festiwalu oceniło, że był „szczególnie odważnym obrazem i znakomicie władał językiem wizualnym”.      

## Fabuła
W biednej estońskiej wiosce grupa chłopów używa magicznych i ludowych środków, aby przetrwać zimę. Młoda kobieta, Liina stara się nakłonić Hansa by ją pokochał. Ludzie okradają siebie nawzajem, swoich niemieckich panów, a także duchy, diabła i Chrystusa. Oparty luźno na historycznym tle Estonii i starożytnych wierzeniach jej mieszkańców, film wykorzystuje symbolikę z estońskiej mitologii pogańskiej i wiary chrześcijańskiej.    

## Obsada
- Rea Lest-Liik(inne języki) jako Liina
- Jörgen Liik(inne języki) jako Hans
- Arvo Kukumägi(inne języki) jako Rein
- Heino Kalm(inne języki) jako Sander
- Meelis Rämmeld(inne języki) jako Jaan
- Katariina Unt(inne języki) jako Luise
- Taavi Eelmaa(inne języki) jako Ints
- Dieter Laser(inne języki) jako Baron
- Jette Loona Hermanis(inne języki) jako Baronówna
- Jaan Tooming(inne języki) jako Diabeł
- Mari Abel(inne języki) jako duch matki Liiny
- Aire Koop(inne języki) jako duch matki Hansa

## Odbiór
Na stronie internetowej Rotten Tomatoes, zbierającej recenzje, film uzyskał ocenę 96%, na podstawie 27 recenzji, ze średnią oceną 7,17/10. W serwisie Metacritic film ma średnią ważoną ocenę 79 na 100, na podstawie 10 krytyków, co wskazuje na „ogólnie przychylne recenzje”. Peter Travers, piszący dla Rolling Stone, opisał listopad jako „cudownie dziwny film”, przyznając mu 3,5 gwiazdki na 4. Recenzja Sheri Linden dla Los Angeles Times była równie pozytywna, odnosząc się do listopada jako „baśni, która zajmuje krajobraz snu gdzieś pomiędzy tętniącymi życiem płótnami Bruegla a egzystencjalnymi cierpieniami filmów Beli Tarra”. Krytyk Mark Jenkins z National Public Radio nazywa opowieść „urzekającą”, jednocześnie krytykując fabułę jako „niezbyt rozbudowaną”.
Film zdobył wiele wyróżnień, w tym nagrodę Spotlight przyznaną przez Amerykańskie Stowarzyszenie Autorów Zdjęć Filmowych, Międzynarodową Nagrodę Filmu Fantastycznego na Fantasporto, nagrody za najlepszy film i najlepsze zdjęcia na mińskim festiwalu filmowym „Listopad”, oraz nagrody za najlepszy film i najlepsze zdjęcia na festiwalu filmowym w Tallinnie.